# Gräberfeld von Whitebridge
Das piktische Gräberfeld von Whitebridge im Stratherrick, an der südöstlichen Seite des Great Glen in den Highlands in Schottland besteht aus viereckigen Square Barrows und runden Cairns sowie mehreren ungesicherten Steinhügeln. Das Gräberfeld liegt auf zwei angrenzenden Kiesterrassen, die durch einen ausgetrockneten alten Flusslauf des River Fechlin getrennt werden. Es gibt weniger, aber teilweise größere Strukturen als in Garbeg. Die Flusserosion und die 1911 einsetzende Landwirtschaft könnten eine ausgedehntere Stätte beschnitten haben.
Noch in den 1960er Jahren wurde Whitebridge fälschlich als Militärlager von 1725 beschrieben. Die Wiederverwendung des Ortes nach dem Mittelalter mit Darren und verschiedenen Bauwerken sowie Mieten auf der östlichen Flussterrasse kann die Identifikation gestört haben. Erst im Jahr 1979 wurden die Strukturen durch das Aufkommen der Luftfotografie erkannt.
Das Aufkommen von Gräberfeldern ist eine der bedeutendsten Wandlungen im 1. Jahrtausend in Schottland. In den Ländern der Pikten, in Ost- und Nordschottland, wurden quadratische und runde Grabmäler errichtet, um an einen Teil der Bevölkerung zu erinnern – vielleicht eine aufstrebende Elite der nachrömischen Jahrhunderte.